# Sebastiano Nasolini
Sebastiano Nasolini (Piacenza, 1768 circa – Venezia, 1798 o 1799) è stato un compositore italiano.
Dopo essersi formato musicalmente a Venezia, diventò maestro di cappella della Cattedrale di San Giusto a Trieste e successivamente maestro di cembalo al Teatro San Pietro (1789).
Sulla biografia e l'attività di Nasolini ci giungono notizie scarse e contraddittorie. Innanzitutto appare incerto il suo luogo di nascita: egli dichiarava di essere nato a Piacenza, mentre nei suoi libretti viene menzionato come maestro di cappella veneziano. È dubbia anche la sua data di morte, avvenuta presumibilmente tra il 1798 e il 1799. Infine esistono 6 opere attribuite a Nasolini che recano una data postuma: probabilmente lavori dei suoi allievi che venivano soprannominati all'epoca con il cognome del maestro.

## Opere
- La Nitteti (dramma per musica, libretto di Pietro Metastasio, 1788, Trieste)
- Il Catone in Utica (dramma per musica, libretto di Pietro Metastasio, 1789, Venezia)
- Adriano in Siria (dramma per musica, libretto di Pietro Metastasio, 1789, Milano)
- Andromaca (dramma per musica, libretto di Antonio Salvi, da Jean Racine, 1798, Venezia)
- Teseo a Stige (dramma tragico per musica, basato sul libretto Ippolito ed Aricia di Carlo Innocenzo Frugoni, 1790, Firenze)
- Ercole al Termodonte ossia Ippolita regina delle Amazzoni (dramma, libretto di Simeone Antonio Sografi, 1791, Trieste)
- La morte di Cleopatra (dramma per musica, libretto di Simeone Antonio Sografi, 1791, Vicenza)
- La Calliroe (dramma per musica, libretto di Mattia Verazi, 1792, Firenze)
- La morte di Semiramide (tragedia per musica, libretto di Simeone Antonio Sografi, 1792, Roma)
- Eugenia (dramma, libretto di Giuseppe Maria Foppa, da Pierre-Augustin Caron de Beaumarchais, 1792, Venezia)
- Gl'innamorati (1° atto) (dramma giocoso per musica, in collaborazione con Vittorio Trento (2° atto), libretto di Giuseppe Maria Foppa, da Carlo Goldoni, 1793, Venezia)
- Tito e Berenice (dramma per musica, libretto di Giuseppe Maria Foppa, 1793, Venezia) al Teatro La Fenice con Girolamo Crescentini
- Amore la vince (dramma giocoso, libretto di Giuseppe Maria Foppa, da Carlo Goldoni, 1793, Venezia)
- Le feste d'Iside (dramma per musica, libretto di Gaetano Rossi, 1794, Firenze)
- Epponina (dramma per musica, libretto di Pietro Giovannini, 1794, Bergamo)
- I raggiri fortunati (farsa, basato sul libretto Il marchese villano di Pietro Chiari, 1795, Venezia)
- Merope (dramma per musica, libretto di Mattia Botturini, 1796, Venezia)
- La morte di Mitridate (tragedia per musica, libretto di Simeone Antonio Sografi, 1796, Trieste)
- Gl'Indiani (dramma per musica, libretto di Mattia Botturini, 1796, Venezia)
- Zaira (dramma per musica, libretto di Mattia Botturini, 1797, Venezia)
- Il medico di Lucca (dramma giocoso per musica, libretto di Giovanni Bertati, 1797, Venezia)
- Timoleone (dramma serio per musica, libretto di Simeone Antonio Sografi, 1798, Reggio Emilia)
- Gli umori contrari (dramma giocoso per musica, libretto di Giovanni Bertati, 1798, Venezia)
- Gli opposti caratteri ossia Olivo e Pasquale (rev. di Gli umori contrari)
- Melinda (favola romanzesca in musica, libretto di Giovanni Bertati, 1798, Venezia)
- Il trionfo di Clelia (dramma, libretto di Simeone Antonio Sografi, 1798, Milano, Teatro alla Scala)
- Il torto immaginario (farsa giocosa in musica, libretto di Giuseppe Maria Foppa, 1800, Venezia)

### Opere dubbie
- Gli sposi infatuati (farsa giocosa per musica, 1801)
- La morte di Semiramide (dramma per musica, 1801)
- Tersandro in Eleusi (dramma serio per musica, 1807, Firenze)
- L'Achille (dramma serio per musica, 1811, Firenze)
- I riti d'Efeso (1812)
- Il ritorno di Serse (dramma per musica, 1816, Napoli)
- La morte di Patroclo (dramma serio, 1819, Milano)